# Frans Malmberg
Frans Theodor Tertullianus Malmberg (i riksdagen kallad Malmberg i Väja), född 23 februari 1816 i Ryds församling, Skaraborgs län, död 7 april 1888 i Ytterlännäs församling, Västernorrlands län, var en svensk häradshövding och politiker.
Malmberg var disponent vid Väija sågverk i Västernorrland och var i riksdagen ledamot av andra kammaren 1873–1877. I riksdagen skrev han nio motioner om bland annat ändringar i skogslagstiftningen, om förslag till flottningsförordning, om norra stambanans sträckning och om försäljning av brännvin.